# Брястово (област Сливен)
Вижте пояснителната страница за други значения на Брястово.
Бря̀стово е село в югоизточната част на България, община Нова Загора, област Сливен.

## География
Село Брястово се намира на около 37 km запад-югозападно от областния център град Сливен, около 7 km северозападно от общинския център град Нова Загора и около 27 km изток-североизточно от град Стара Загора. Разположено е в Горнотракийската низина, в прехода към южните подножия на Сърнена Средна гора, под местностите Сивриджа и Коджа баир. Теренът в селото е с равномерен наклон на юг-югоизток, а надморската височина в центъра е около 196 m. Климатът е умереноконтинентален.
През селото минава общински път, който води: на изток – до връзка в село Асеновец с второкласния републикански път II-55, водещ на юг до връзка в северозападния край на град Нова Загора с второкласния републикански път II-66, а на север през село Паничерево – до връзка с първокласния Подбалкански път; на запад – към село Караново и други съседни села.
Землището на село Брястово граничи със землищата на: село Асеновец на север и изток; град Нова Загора на югоизток (граничен участък около 300 m); село Караново на юг и запад; село Крива круша на северозапад.
На 7 – 8 km северно от селото се намира язовир Жребчево.

## Население
Населението на село Брястово, наброявало 654 души при преброяването към 1934 г., намалява до 376 към 2001 г. и 241 (по служебен документ на НСИ от 2021-12-31) към 2021 г.
При преброяването на населението към 1 февруари 2011 г., от обща численост 255 лица, за 239 лица е посочена принадлежност към „българска“ етническа група, за 8 – към „ромска“, за 5 – „не отговорили“, а за принадлежност към „турска“, „други“ и „не се самоопределят“ не са посочени данни. В същото време там има значителна група тракийски калайджии, които започват да се заселват в селото през 60-те години на XX век.

## История
Според данни в книгата „История на Нова Загора: Новозагорско през вековете“ на Никола Койчев, писмените данни за съществуването на селото са от средата на 16 век, а при извършвани разкопки е установено, че много преди това около сегашната територия на селото е имало населено място. При извършване на изкопни работи са открити части от стара водопреносна система, изградена от пръстени клюнкове (тръби).
След Руско-турската война (1877 – 1878 г.) по Берлинския договор 1878 г. селото – тогава с име Боз агач – остава в Източна Румелия; присъединено е към България след Съединението 1885 г.. Село Боз агач е преименувано на Брестово през 1906 г.; името е уточнено на Брястово без административен акт през 1956 г.
По местни предания, училище в село Брястово има от 1890 г. По документални данни, училището е учредено като първоначално през 1897 г. с I до IV отделения (класове). През 1920 г. са събрани средства и на доброволни начала е построена училищна сграда с две учебни стаи и една канцелария. Учителите са двама. От тогава училището носи името „Васил Левски“. Училището разполага с поземлени имоти, чиито приходи са използвани за издръжка на бедни ученици и набиране на фонд за постройка на училището. През 1958 г. се построява нова сграда с 4 класни стаи и други помощни помещения. До 1968 г. към училището има детска градина. Училището разполага с 0,1 ha опитно поле. Към училището има полуинтернат за всички деца. Последните съхранени архивни документи за дейността на училището се отнасят към 1970 г.
Народно читалище „Светлина“ в село Брястово съществува от 1929 г. През следващите години читалището преустановява своята дейност, през 1941 г. я възобновява за кратко и от 1942 до 1945 г. отново я преустановява. През ноември 1946 г. дейността на читалището трайно се възстановява, а през 1964 г. със средства от самооблагането се изгражда читалищен дом с театрален салон, библиотека и читалня.

## Обществени институции
Село Брястово към 2023 г. е център на кметство Брястово.
В село Брястово има:
- действащо читалище „Светлина – 1929“;[12][13]
- православен параклис „Свети Иван Рилски“;[14][15]